# 27056 Ginoloria
27056 Ginoloria (1998 SB28) là một tiểu hành tinh vành đai chính được phát hiện ngày 16 tháng 9 năm 1998 bởi P. G. Comba ở Prescott.